# Štadión Antona Malatinského
Het Štadión Antona Malatinského is een multifunctioneel voetbalstadion in Slowakije dat is gevestigd in Trnava. Het is de thuisbasis van FC Spartak Trnava, een club uit de hoogste divisie van het Midden-Europese land. Het stadion biedt plaats aan maximaal 18.448 toeschouwers. Ook het Slowaaks voetbalelftal speelt af en toe wedstrijden in dit onderkomen. Het complex is vernoemd naar de legendarische voetballer en trainer-coach Anton Malatinský. Het luisterde tot 1998 naar de naam Štadión Spartaka.

## Interlands
Het Slowaaks voetbalelftal speelt regelmatig interlands in het Štadión Antona Malatinského.
Het stadion werd ook gebruikt voor wedstrijden op het Europees kampioenschap voetbal mannen onder 19 van 2022. Er stonden drie groepswedstrijden gepland, een halve finale en de finale op 1 juli 2022.
| 1                          | 27 april 1988     | Tsjecho-Slowakije – Sovjet-Unie | 1 – 1 | Oefeninterland  |
| 2                          | 24 april 1996     | Slowakije – Bulgarije           | 0 – 0 | Oefeninterland  |
| 3                          | 29 april 1997     | Slowakije – IJsland             | 3 – 1 | Oefeninterland  |
| 4                          | 28 maart 2001     | Slowakije – Azerbeidzjan        | 3 – 1 | WK-kwalificatie |
| 5                          | 20 november 2002  | Slowakije – Oekraïne            | 1 – 1 | Oefeninterland  |
| 6                          | 2 april 2003      | Slowakije – Liechtenstein       | 4 – 0 | EK-kwalificatie |
| 7                          | 17 november 2004  | Slowakije – Slovenië            | 0 – 0 | Oefeninterland  |
| 8                          | 20 mei 2006       | Slowakije – België              | 1 – 1 | Oefeninterland  |
| 9                          | 22 augustus 2007  | Slowakije – Frankrijk           | 0 – 1 | Oefeninterland  |
| 10                         | 12 september 2007 | Slowakije – Wales               | 2 – 5 | EK-kwalificatie |
| 11                         | 29 maart 2011     | Slowakije – Denemarken          | 1 – 2 | Oefeninterland  |
| 12                         | 13 november 2015  | Slowakije – Zwitserland         | 3 – 2 | Oefeninterland  |
| 13                         | 25 maart 2016     | Slowakije – Letland             | 0 – 0 | Oefeninterland  |
| 14                         | 4 juni 2016       | Slowakije – Noord-Ierland       | 0 – 0 | Oefeninterland  |
| 15                         | 4 september 2016  | Slowakije – Engeland            | 0 – 1 | WK-kwalificatie |
| 16                         | 11 oktober 2016   | Slowakije – Schotland           | 3 – 0 | WK-kwalificatie |
| 17                         | 11 november 2016  | Slowakije – Litouwen            | 4 – 0 | WK-kwalificatie |
| 18                         | 1 september 2017  | Slowakije – Slovenië            | 1 – 0 | WK-kwalificatie |
| 19                         | 8 oktober 2017    | Slowakije – Malta               | 3 – 0 | WK-kwalificatie |
| 20                         | 14 november 2017  | Slowakije – Noorwegen           | 1 – 0 | Oefeninterland  |
| 21                         | 31 mei 2018       | Slowakije – Nederland           | 1 – 1 | Oefeninterland  |
| 22                         | 5 september 2018  | Slowakije – Denemarken          | 3 – 0 | Oefeninterland  |
| 23                         | 13 oktober 2018   | Slowakije – Tsjechië            | 1 – 2 | Nations League  |
| 24                         | 16 november 2018  | Slowakije – Oekraïne            | 4 – 1 | Nations League  |
| 25                         | 21 maart 2019     | Slowakije – Hongarije           | 2 – 0 | EK-kwalificatie |
| 26                         | 7 juni 2019       | Slowakije – Jordanië            | 5 – 1 | Oefeninterland  |
| 27                         | 6 september 2019  | Slowakije – Kroatië             | 0 – 4 | EK-kwalificatie |
| 28                         | 10 oktober 2019   | Slowakije – Wales               | 1 – 1 | EK-kwalificatie |
| 29                         | 19 november 2019  | Slowakije – Azerbeidzjan        | 2 – 0 | EK-kwalificatie |
| 30                         | 14 oktober 2020   | Slowakije – Israël              | 2 – 3 | Nations League  |
| 31                         | 15 november 2020  | Slowakije – Schotland           | 1 – 0 | Nations League  |
| 32                         | 27 maart 2021     | Slowakije – Malta               | 2 – 2 | WK-kwalificatie |
| 33                         | 30 maart 2021     | Slowakije – Rusland             | 2 – 1 | WK-kwalificatie |
| 34                         | 11 november 2021  | Slowakije – Slovenië            | 2 – 2 | WK-kwalificatie |
| 35                         | 6 juni 2022       | Slowakije – Kazachstan          | 0 – 1 | Nations League  |
| 36                         | 22 september 2022 | Slowakije – Azerbeidzjan        | 1 – 2 | Nations League  |
| 37                         | 23 maart 2023     | Slowakije – Luxemburg           | 0 – 0 | EK-kwalificatie |
| 38                         | 19 juni 2023      | Oekraïne – Malta                | 1 – 0 | EK-kwalificatie |
| Bijgewerkt op 21 juni 2023 |                   |                                 |       |                 |